# Roudná (Srby)
Roudná (německy Rouden) je malá vesnice, část obce Srby v okrese Domažlice v Plzeňském kraji. Nachází se dva kilometry severně od Srb. Je zde evidováno 7 adres. V roce 2011 zde trvale žilo třináct obyvatel.
Roudná leží v katastrálním území Roudná u Horšovského Týna o rozloze 1,35 km².

## Historie
První písemná zmínka o vesnici pochází z roku 1542.

## Obyvatelstvo
| Rok            | 1869 | 1880 | 1890 | 1900 | 1910 | 1921 | 1930 | 1950 | 1961 | 1970 | 1980 | 1991 | 2001 | 2011 | 2021 |
| -------------- | ---- | ---- | ---- | ---- | ---- | ---- | ---- | ---- | ---- | ---- | ---- | ---- | ---- | ---- | ---- |
| Počet obyvatel | 67   | 81   | 78   | 75   | 87   | 85   | 63   | 34   | 37   | 11   | 9    | 7    | 9    | 13   | 10   |
| Počet domů     | 12   | 14   | 14   | 14   | 13   | 13   | 12   | 12   | 12   | 4    | 4    | 5    | 5    | 5    | 5    |

## Obecní správa
Při sčítání lidu v letech 1850–1980 Roudná byla osadou obce Srby, se kterým patřila nejprve do okresu Horšovský Týn (v letech 1890–1910 Horšův Týn), ale od roku 1960 v okrese Domažlice. Od 1. července 1980 do 30. června 1990 byla částí obce Meclov v okrese Domažlice. Od 1. července 1990 je opět částí obce Srby v okrese Domažlice.

## Další fotografie

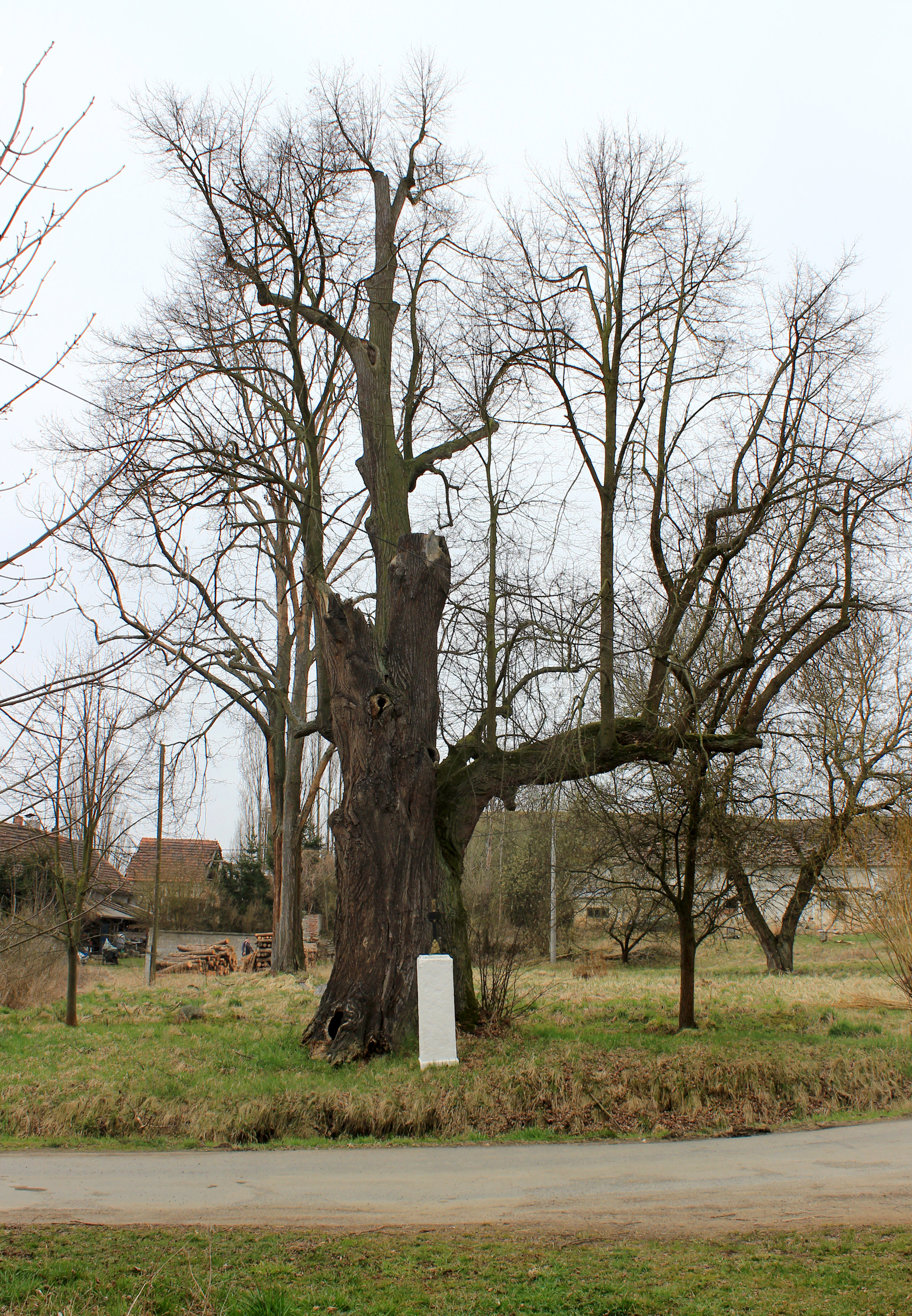
Dub na návsi
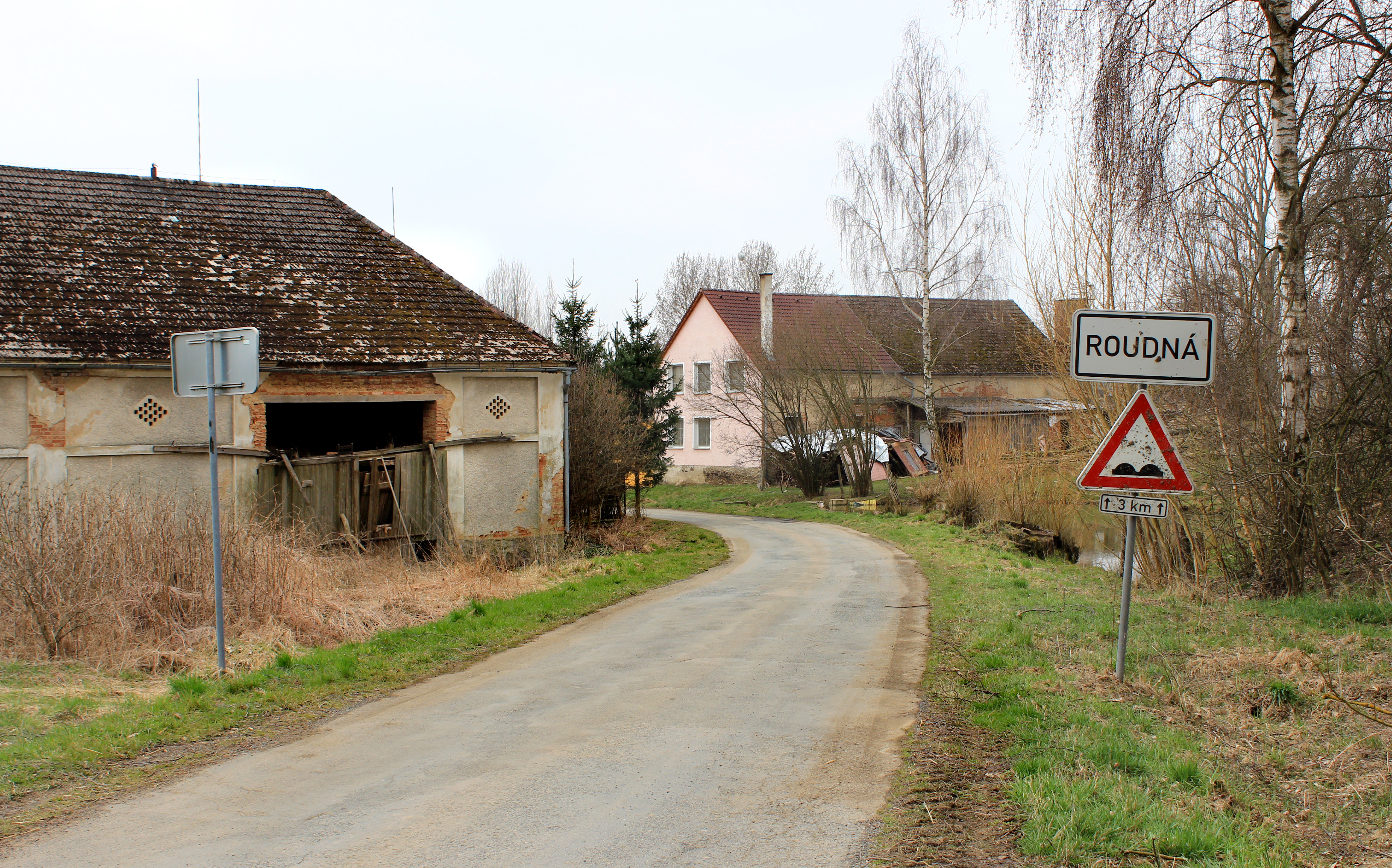
Příjezd k vesnici od severu
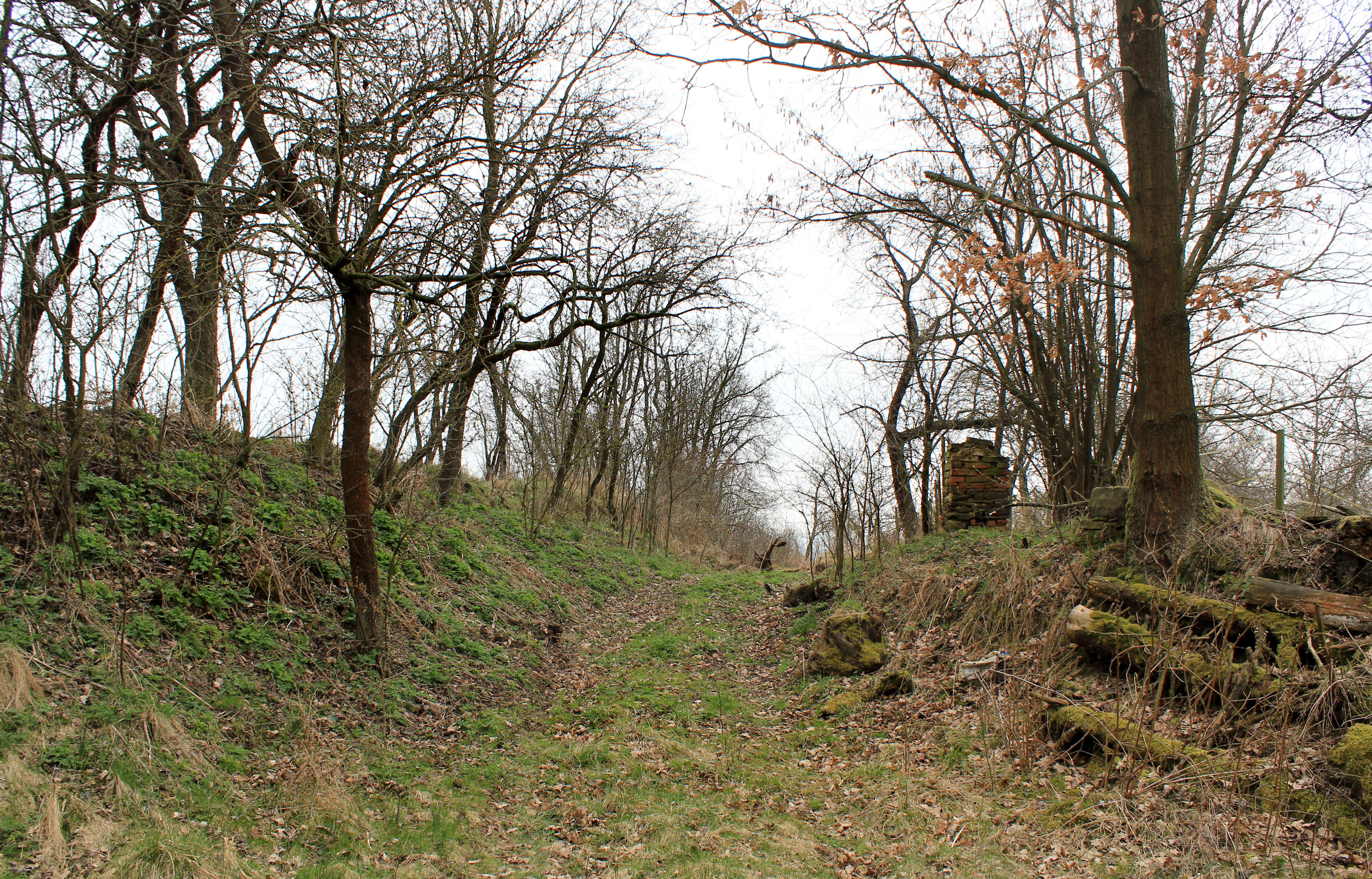
Stará úvozová cesta